# Watertoren (Droeshout)
De watertoren van Droeshout werd gebouwd in 1954/55.

## Beschrijving
De zuilvormige toren met een hoogte van 19,50 meter en een diameter van 15,78 meter bestaat uit een binnenmetselwerk van betonblokken en een buitenmetselwerk van bronskleurige baksteen. Er is geen zichtbaar onderscheid tussen de schacht en de kuip. Het waterreservoir heeft een capaciteit van 1000 kubieke meter. Het geheel wordt bekroond door een koepelvormig dak en is voorzien van twee toegangsdeuren. Op het gelijkvloers bevinden zich acht vensters en ter hoogte van de bovenkant van de kuip nog eens 16 kleinere vensters.
De toren wordt gevoed door de reservoirs van Meerbeek, en de waterwingebieden Koevoet (Londerzeel) en Spelt (Zemst).
Op 27 november 1955 werd de toren met een feestelijke inhuldiging in gebruik genomen. De toren werd ingezegend door pastoor J. De Vos.
 Alsemberg (Grootbosstraat) ·
Alsemberg (Sanatoriumstraat) ·
Asse (Boekfos) ·
Asse (Lindenpark) ·
Baal ·
Bekkevoort ·
Bertem ·
Bierbeek (Krijkelberg) ·
Bierbeek (Neervelpsestraat) ·
Brussegem ·
Buizingen (Albert Denystraat) ·
Buizingen (Porseleinstraat) ·
Buizingen (Sanatoriumlaan) ·
Buizingen (Watertorenstraat) ·
Diest ·
Dilbeek ·
Droeshout ·
Drogenbos ·
Duisburg (1950) ·
Duisburg (1978) ·
Everberg ·
Grimbergen ·
Hekelgem ·
Hoegaarden ·
Hoeilaart ·
Huizingen ·
Jezus-Eik ·
Koningslo ·
Landen ·
Lembeek (1932) ·
Lembeek (1979) ·
Lembeek (Kazernestraat) ·
Leuven (Geidenaaksebaan) ·
Leuven (Karel van Lotharingenstraat) ·
Linden ·
Lot ·
Lubbeek ·
Machelen (Emmanuellaan) ·
Machelen (Watertorenlaan) ·
Maleizen (Hoeilaartsesteenweg) ·
Maleizen (Terhulpensesteenweg) ·
Meensel-Kiezegem (1965) ·
Meensel-Kiezegem (2010) ·
Meerbeek ·
Moorsel ·
Oetingen ·
Overijse (Korenarenstraat) ·
Overijse (Witherendreef) ·
Ransberg ·
Ruisbroek ·
Schepdaal ·
Sint-Agatha-Berchem ·
Sint-Pieters-Kapelle ·
Sint-Pieters-Leeuw (Bergensesteenweg) ·
Sint-Pieters-Leeuw (Brusselbaan) ·
Steenokkerzeel (Kortenbergststeenweg) ·
Steenokkerzeel (Mechelsesteenweg) ·
Tienen (1966) ·
Tienen (1999) ·
Tienen (Ijzerenwegstraat) ·
Tienen (Sint-Truidensesteenweg) ·
Vilvoorde (Lange Molenstraat) ·
Vilvoorde (Streekbaan) ·
Vossem ·
Zaventem